# Porto Martins
Porto Martins é uma freguesia do município da Praia da Vitória, na ilha Terceira, Região Autónoma dos Açores, com 3,43 km² de área e 1173 habitantes (censo de 2021). A sua densidade populacional é 342 hab./km².
A sua paisagem é bastante invulgar e variada, caracteriza-se por estar coberta de vinhas estendidas por cima das pedras, e também por possuir bastantes pomares entre os quais se destacam os únicos na ilha Terceira onde se cultiva a oliveira.
A freguesia foi com lugares desanexados da vizinha freguesia do Cabo da Praia em 9 de maio de 2001 por força do [Decreto Legislativo Regional n.º 11/2001/A, de 26 de junho, do Parlamento açoriano.

## História
Drummond refere que a enseada de Porto de Martim é assim referida devido a Martim Anes, um dos primeiros habitantes deste lugar, no qual fez uns granéis mui grandes, e os primeiros da ilha. O mesmo autor acredita que parece ser o mesmo que serviu de vereador na Câmara Municipal de São Sebastião no ano de 1526.
Esta freguesia deve muito à filantropia de José Coelho Pamplona, 1.º visconde de Porto Martim, natural da freguesia, que doou os fundos necessários para a construção da igreja paroquial, ampliando a antiga ermida de Santa Margarida, da escola primária e do primitivo sistema de chafarizes que abastecia a povoação.
Foi também responsável pela introdução do ensino no lugar do Porto Martins, dando aulas na sua casa antes da construção da escola.
O visconde do Porto Martim foi uma das figuras mais ilustres da comunidade portuguesa de São Paulo, no Brasil.

## Demografia
A população registada nos censos foi:
| Distribuição da População por Grupos Etários | Distribuição da População por Grupos Etários | Distribuição da População por Grupos Etários | Distribuição da População por Grupos Etários | Distribuição da População por Grupos Etários |
| -------------------------------------------- | -------------------------------------------- | -------------------------------------------- | -------------------------------------------- | -------------------------------------------- |
| Ano                                          | 0-14 Anos                                    | 15-24 Anos                                   | 25-64 Anos                                   | > 65 Anos                                    |
| 2011                                         | 154                                          | 140                                          | 569                                          | 138                                          |
| 2021                                         | 175                                          | 117                                          | 699                                          | 182                                          |

## Património natural
- Piscina Natural do Porto Martins: Piscina natural assente na pedra escura resultante da atividade vulcânica. Nas proximidades da piscina encontra-se uma zona pedonal que possibilita passeios à beira mar, permitindo no decorrer do percurso vislumbrar os vestígios de antigas fortificações que integravam o sistema defensivo da ilha Terceira.
- Gruta da Furna da Madre de Deus: Esta cavidade apresenta uma geomorfologia de origem vulcânica em forma de tubo de lava.

## Património edificado
- Chafariz do Largo Comendador Pamplona
- Forte de Nossa Senhora da Nazaré
- Forte de São Bento
- Forte de São Filipe
- Igreja Paroquial do Porto Martins
- Império do Divino Espírito Santo do Porto Martins

## Galeria

Piscinas naturais.
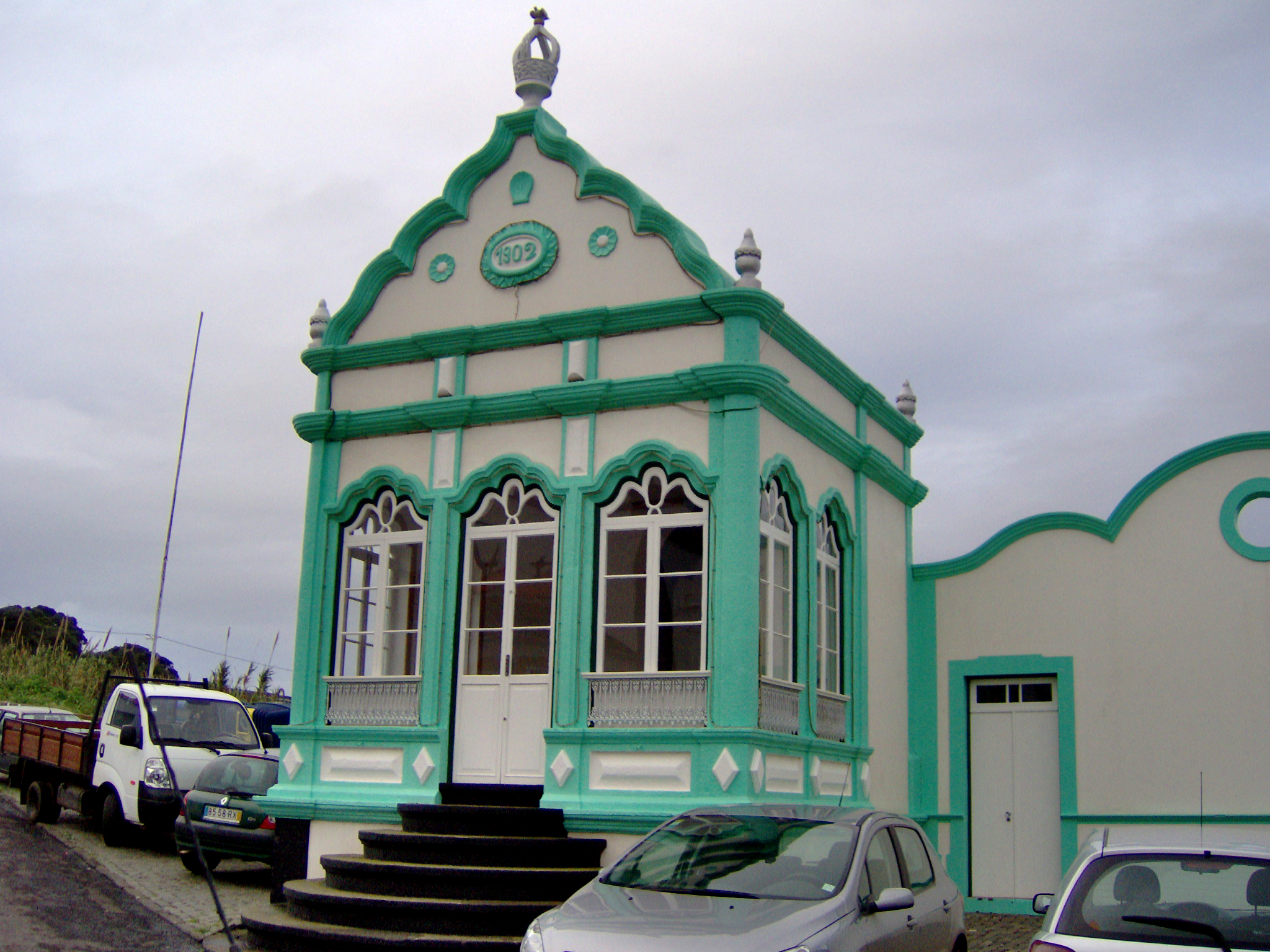
Império Divino Espírito Santo do Porto Martins.
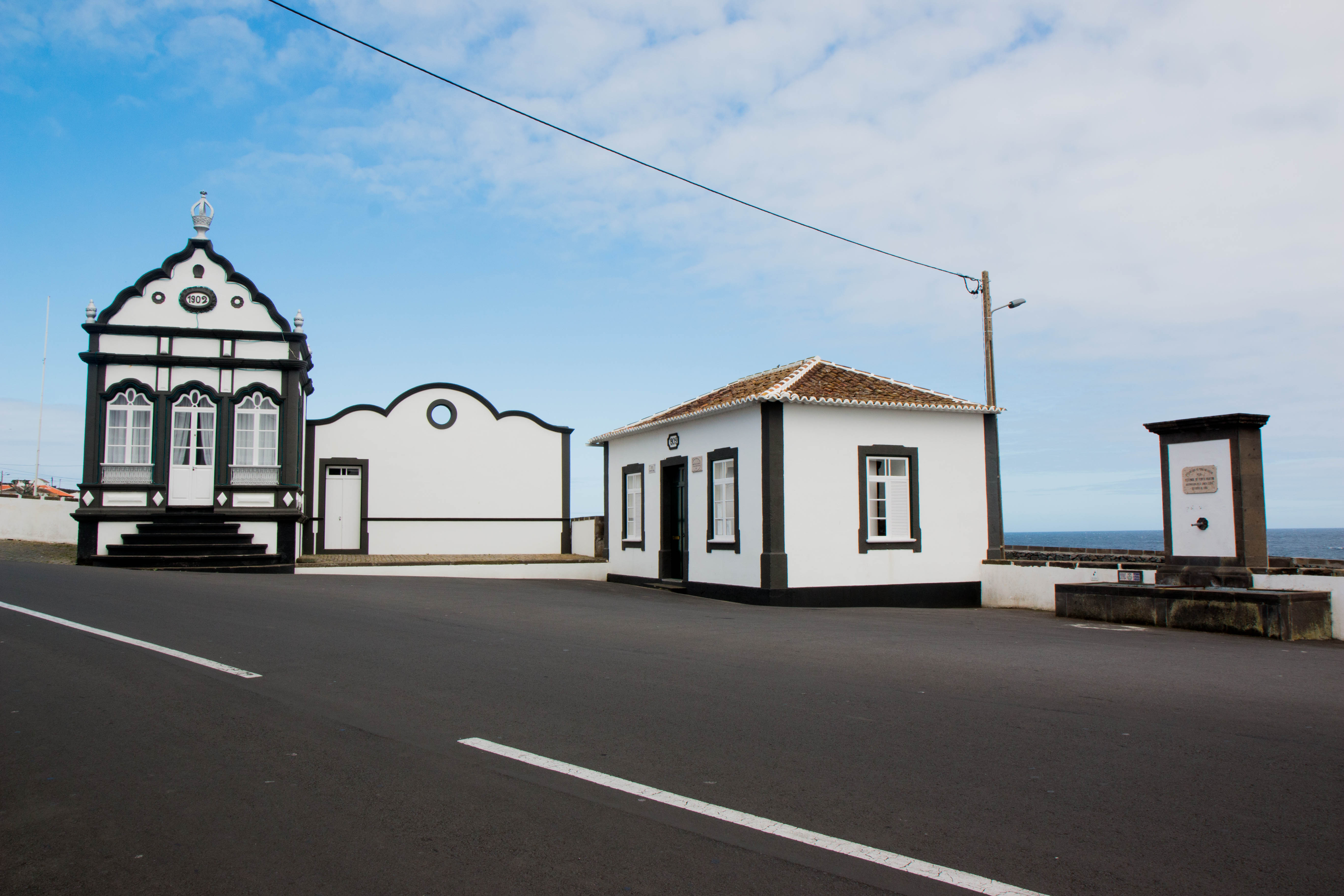
Império do Espírito Santo e Dispensa - Porto Martins.